# Kaninchenfische

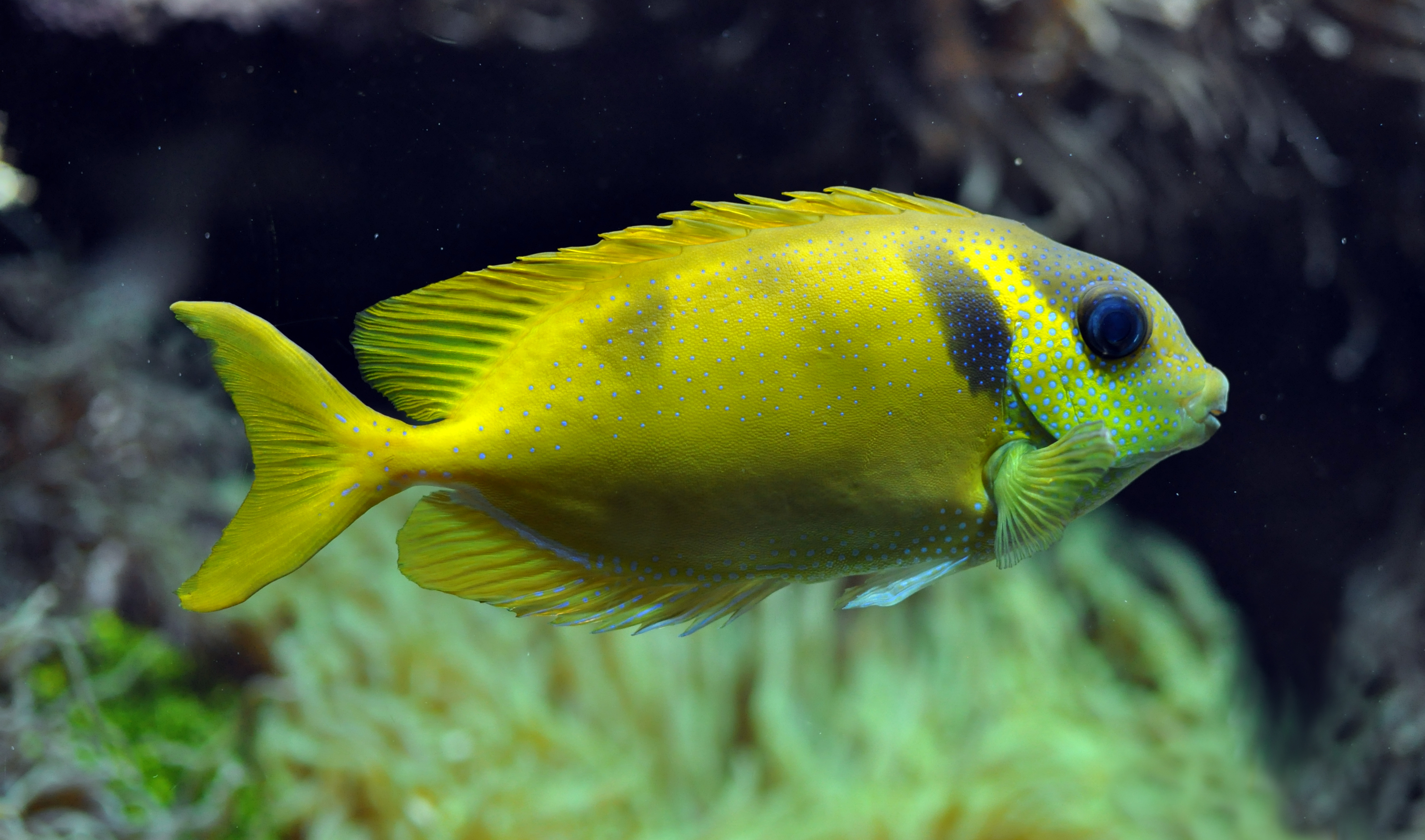
Korallen-Kaninchenfisch (S. corallinus)

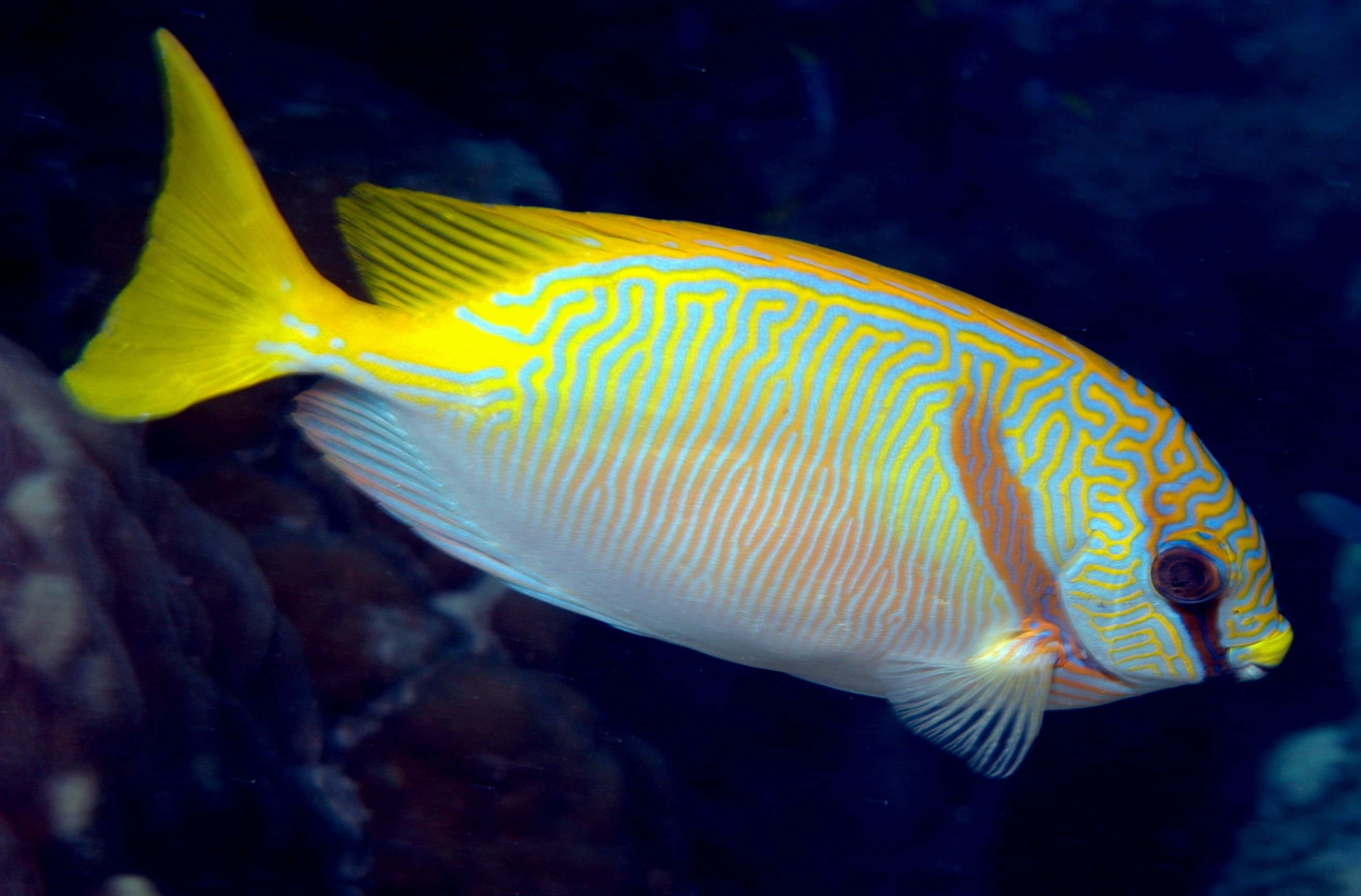
Blaustreifen-Kaninchenfisch (S. doliatus)

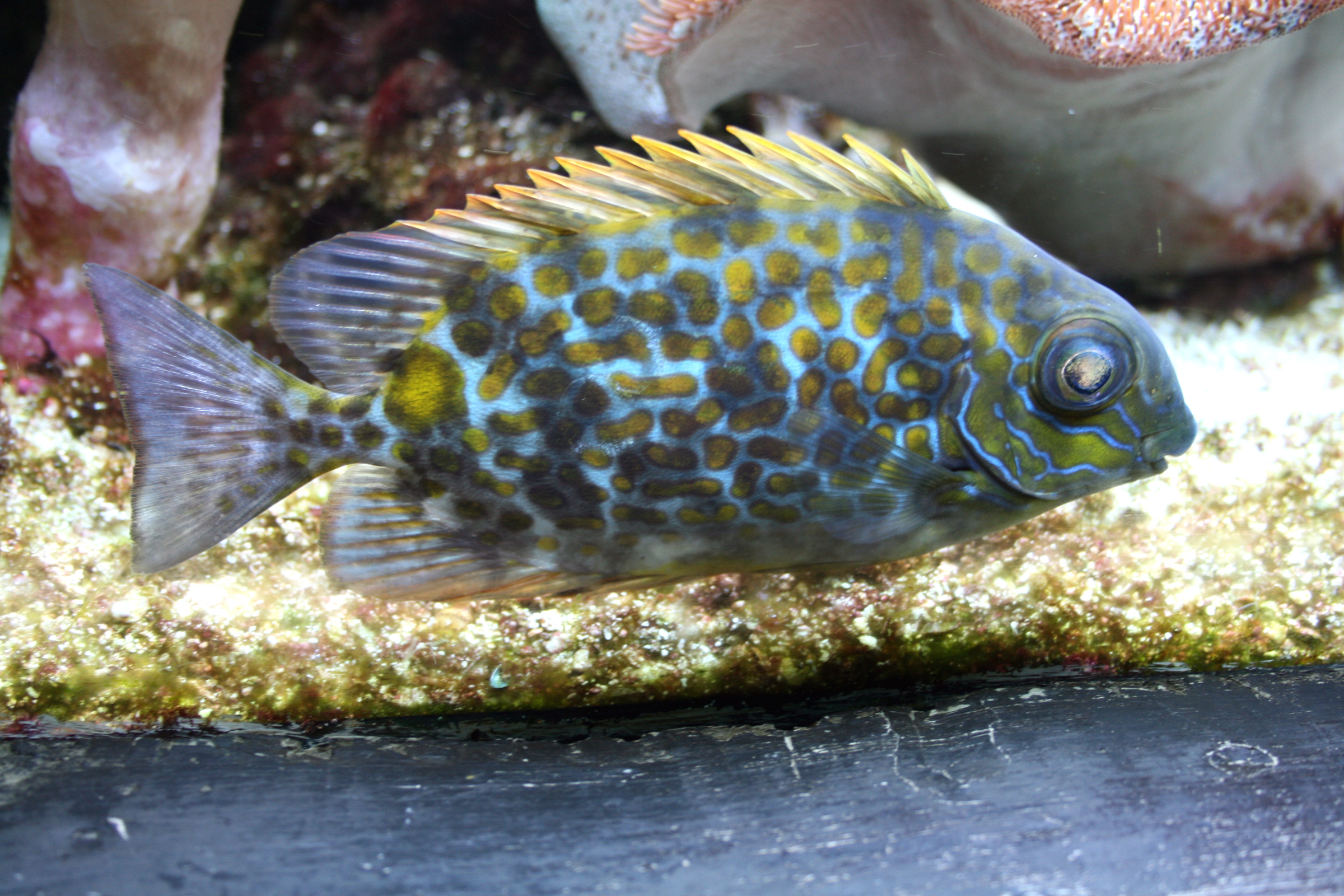
Gefleckter Kaninchenfisch (S. guttatus)

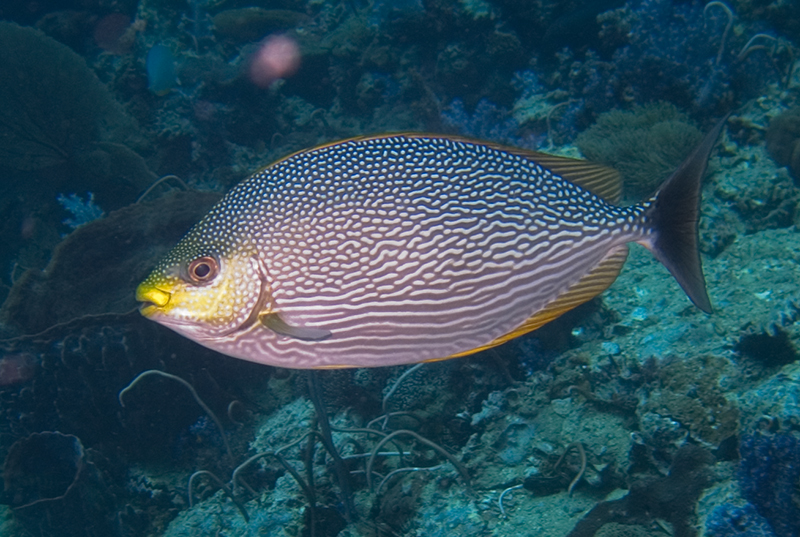
Silberstreifen-Kaninchenfisch (S. javus)

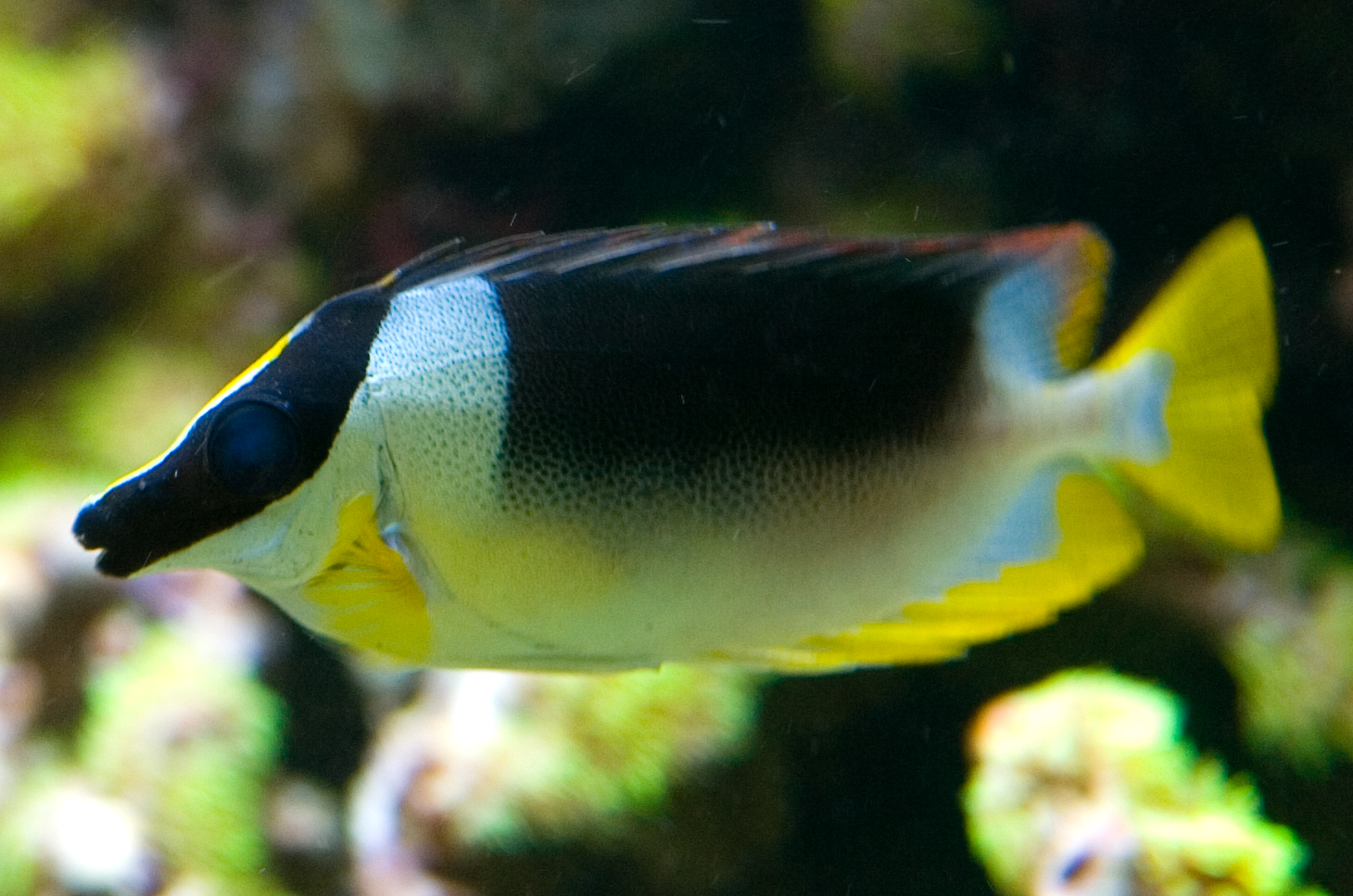
Andamanen-Fuchsgesicht (S. magnificus)

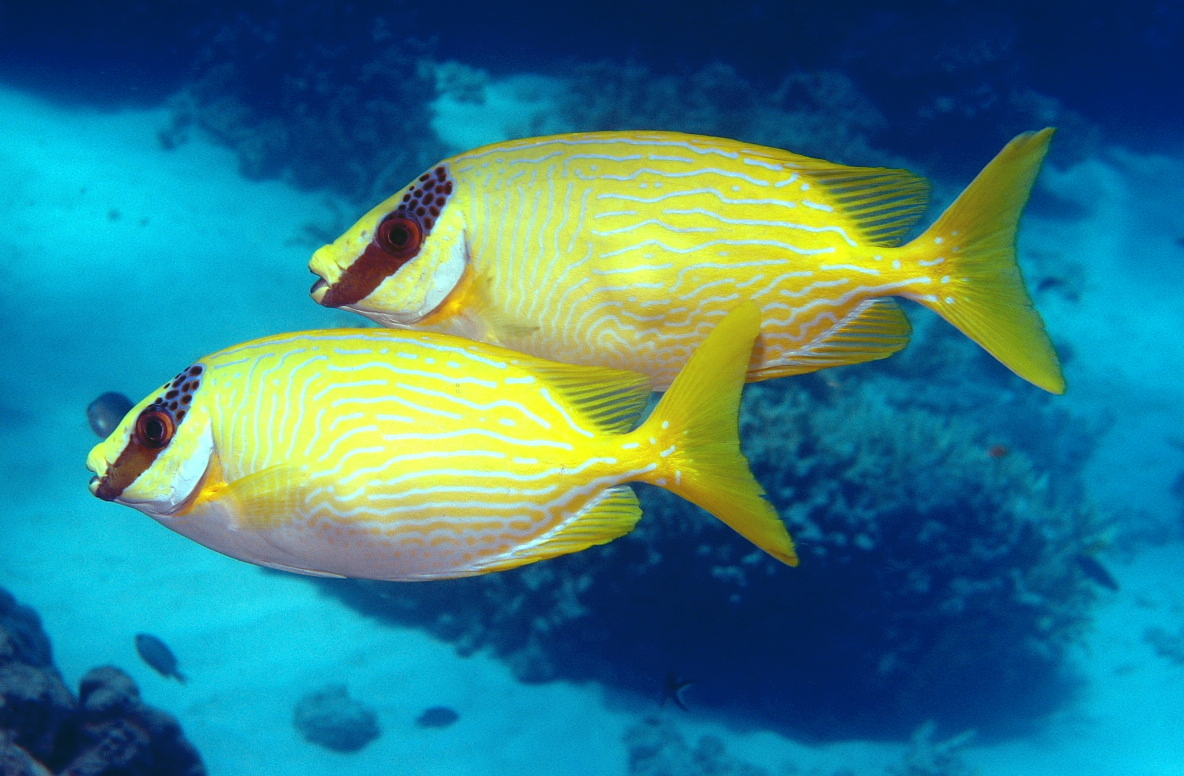
Masken-Kaninchenfisch (S. puellus)

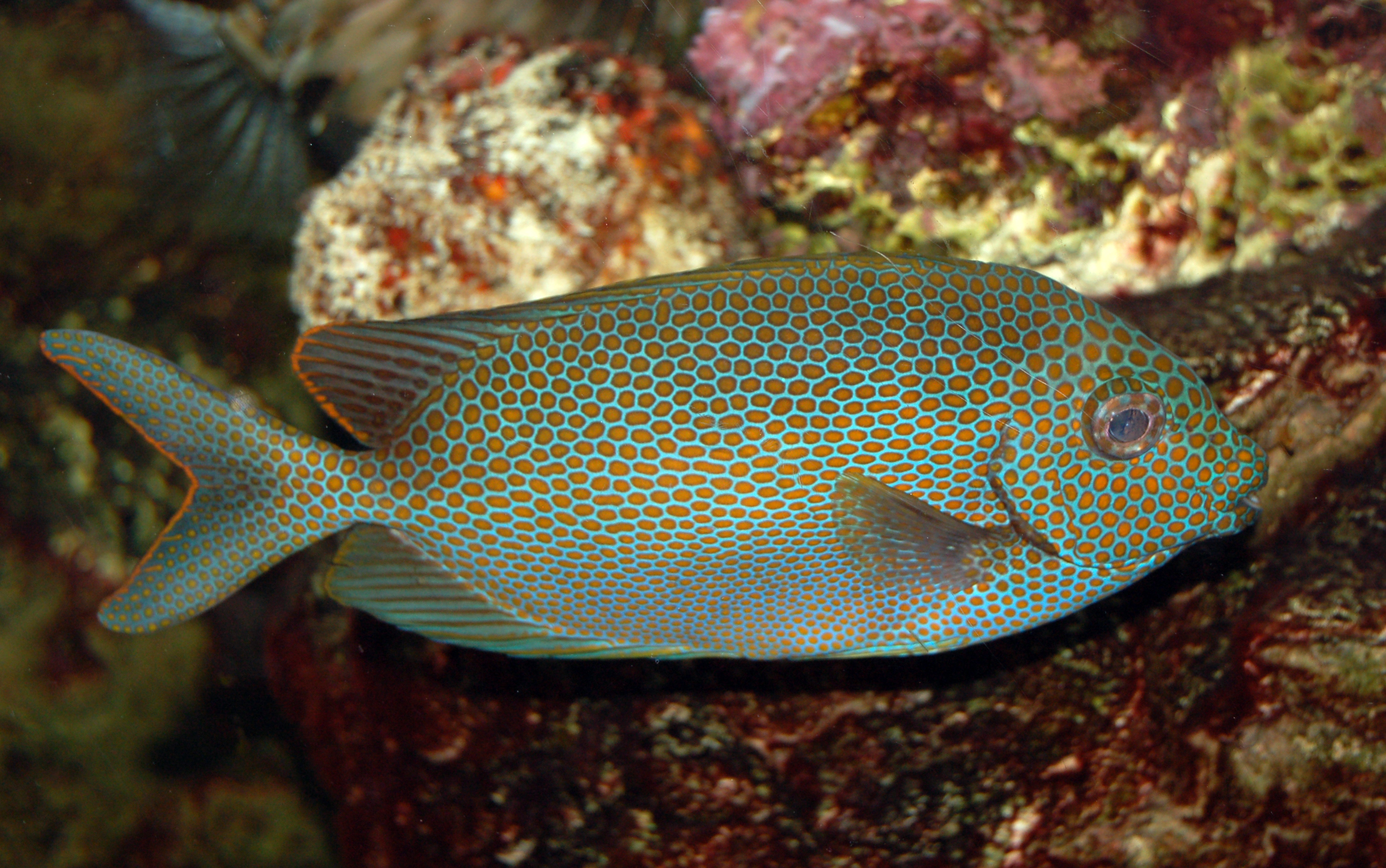
Siganus punctatus

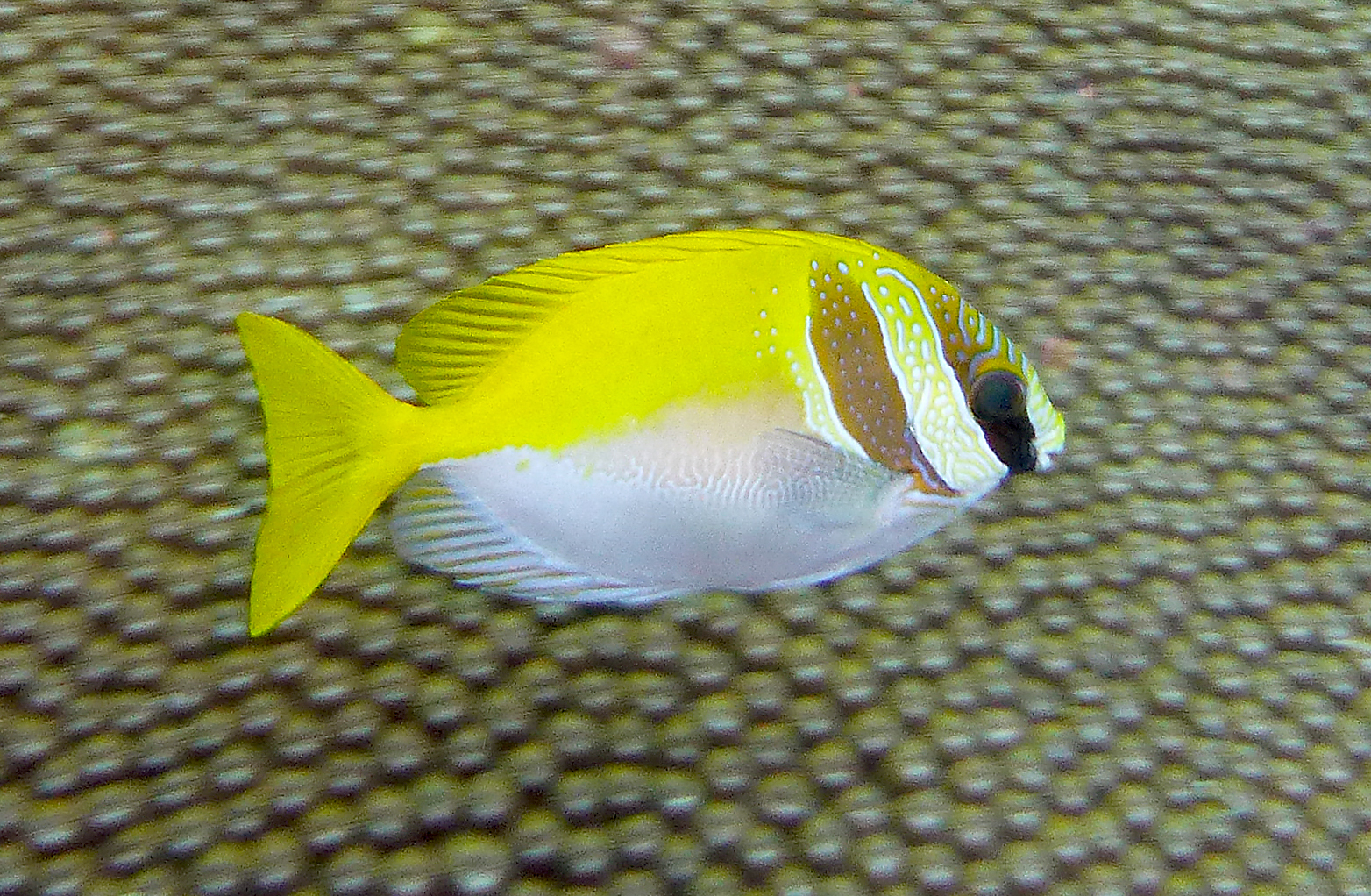
Kopfband-Kaninchenfisch (S. virgatus)

Kaninchenfische (Siganus; lat. für „Kaninchen“) sind eine Gattung von Meeresfischen, die im tropischen Indopazifik vorkommt. Seit dem Bau des Sueskanals sind zwei Arten (Siganus luridus und Siganus rivulatus) in das östliche Mittelmeer eingewandert. Kaninchenfische sind Algenfresser und ähneln in ihrer äußeren Gestalt und den Ernährungsgewohnheiten den Doktorfischen (Acanthuridae), mit denen sie hin und wieder gemischte Schwärme bilden. Kaninchenfische leben über Korallenriffen, Seegraswiesen und Algenfeldern. Einige Arten gehen auch häufig in Brackwasser. Kaninchenfische sind herbivor und fressen mit mümmelnden Bewegungen der Oberlippe, daher ihr Name.
In den tropischen Küstenländern sind sie wichtige Speisefische, können aber die Ursache für Ciguatera-Vergiftungen sein.

## Merkmale
Kaninchenfische werden 20 bis 45 Zentimeter lang. Sie haben meist eine bunte netz, punkt- oder mäanderförmige Zeichnung, die oft eine Konterschattierung bildet. Es gibt jedoch auch plakativ bunte Arten. In der Nacht oder in Bedrohungssituationen können sie ihre Körperfarben stark verändern. Oft erscheinen dann dunkle Punkte. Die Geschlechter unterscheiden sich farblich nicht. Bei einigen Arten werden die Weibchen größer.
- Flossenformel: Dorsale XII/10, Anale VII/9, Ventrale I/3/I.

Einzigartig unter allen Knochenfischfamilien sind die Bauchflossen, die oben und unten je von einem Hartstrahl und in der Mitte von drei Weichstrahlen gestützt werden. Der erste Hartstrahl der Rückenflosse weist nach vorne. Die Hartstrahlen von Rücken- und Afterflosse sind an ihrer Basis mit Giftdrüsen versehen und können schmerzhafte Vergiftungen verursachen. Die Zähne der Kaninchenfische stehen in einer Reihe und sind asymmetrisch zweispitzig. Die Anzahl der Wirbel liegt bei 23.

## Fortpflanzung
Zur Fortpflanzung wandern Kaninchenfische in traditionelle Laichgebiete. Der Zeitpunkt der Fortpflanzung wird durch die Mondphase bestimmt. Das Ablaichen findet nachts oder in den frühen Morgenstunden bei ausgehenden Gezeiten statt. Eier und die etwa drei bis fünf Tage vor Neumond schlüpfenden Larven sind pelagisch. Die Larven entwickeln sich zu einem als Acronurus bezeichneten transparenten, postlarvalem Stadium das immer noch pelagisch lebt, bevor die Tiere als Jungfische zum riffnahen Leben der Erwachsenen übergehen. Männchen erreichen die Geschlechtsreife vor den Weibchen.

## Arten
Morphologisch sind alle Kaninchenfischarten außerordentlich ähnlich und haben z. B. dieselbe Flossenformel. Die Arten werden deshalb vor allem anhand ihrer Färbung unterschieden. Nach dem Tod verblassen die Farben schnell, so dass die Identifikation von konservierten Exemplaren schwierig ist.
- Gabelschwanz-Kaninchenfisch (Siganus argentus) (Quoy & Gaimard, 1825).
- Siganus canaliculatus (Park, 1797) .
- Korallen-Kaninchenfisch (Siganus corallinus) (Valenciennes, 1835).
- Blaustreifen-Kaninchenfisch (Siganus doliatus) Guérin-Méneville, 1829.
- Siganus fuscescens (Houttuyn, 1782).
- Gefleckter Kaninchenfisch (Siganus guttatus) (Bloch, 1787).
- Siganus insomnis Woodland & Anderson, 2014.
- Silberstreifen-Kaninchenfisch (Siganus javus) (Linnaeus, 1766).
- Siganus labyrinthodes (Bleeker, 1853).
- Linierter Kaninchenfisch (Siganus lineatus) (Valenciennes, 1835).
- Siganus luridus (Rüppell, 1829).
- Andamanen-Fuchsgesicht (Siganus magnificus)  (Burgess, 1977).
- Siganus niger Woodland, 1990.
- Siganus puelloides Woodland & Randall, 1979.
- Masken-Kaninchenfisch (Siganus puellus) (Schlegel, 1852).
- Siganus punctatissimus Fowler & Bean, 1929.
- Siganus punctatus (Schneider & Forster, 1801).
- Siganus randalli Woodland, 1990.
- Siganus rivulatus Forsskål, 1775.
- Gemusterter-Kaninchenfisch (Siganus spinus) (Linnaeus, 1758).
- Pünktchen-Kaninchenfisch (Siganus stellatus) (Forsskål, 1775).
- Siganus sutor (Valenciennes, 1835) .
- Siganus trispilos Woodland & Allen, 1977.
- Braungelbes Fuchsgesicht (Siganus uspi) Gawel & Woodland, 1974.
- Siganus vermiculatus (Valenciennes, 1835).
- Kopfband-Kaninchenfisch (Siganus virgatus) (Valenciennes, 1835).
- Fuchsgesicht (Siganus vulpinus) (Schlegel & Müller, 1845).
- Siganus woodlandi Randall & Kulbicki, 2005.

Gegenüber den hier gelisteten 28 Arten listet FishBase mit dem Einfleckigen Fuchsgesicht (Siganus unimaculatus) (Evermann & Seale, 1907) eine weitere Art auf. Diese unterscheidet sich von Siganus vulpinus nur durch einen schwarzen Fleck an den Seiten. Nach Beobachtungen der Verhaltensforscherin Ellen Thaler können die Fische den schwarzen Fleck allerdings je nach Stimmungslage ein- und ausschalten, so dass davon ausgegangen werden muss, dass es sich bei Siganus unimaculatus nur um Siganus vulpinus mit sichtbarem Seitenfleck handelt.

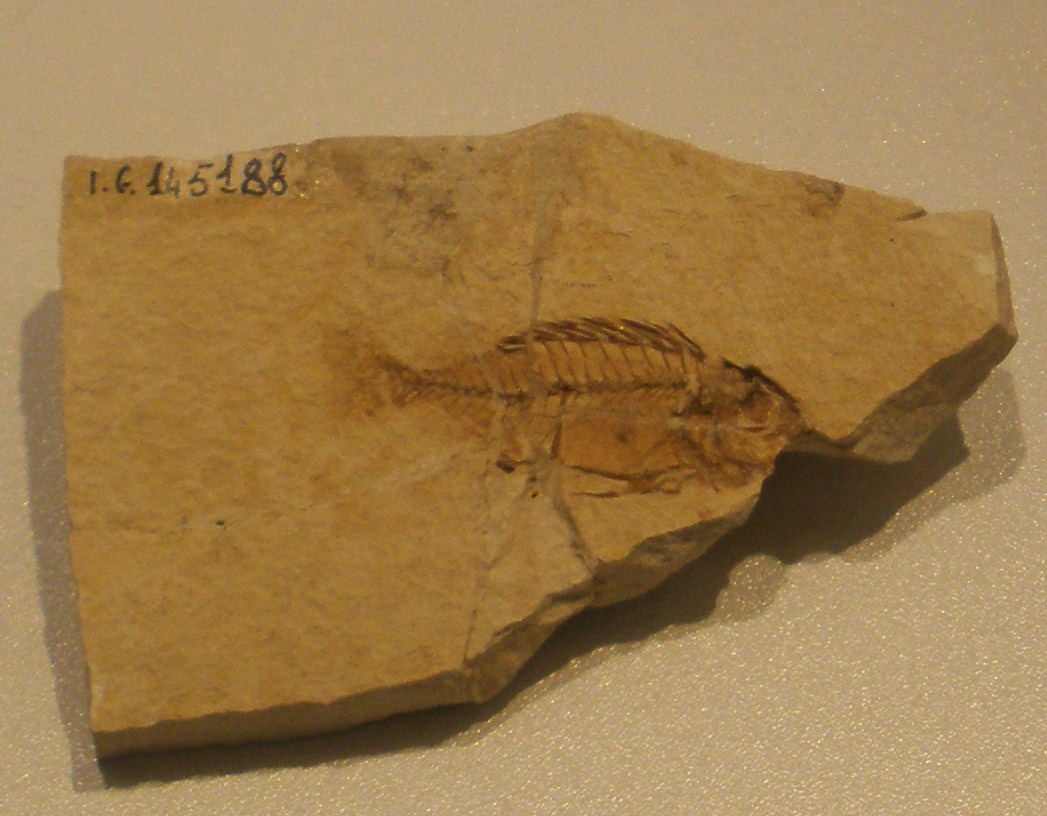
Fossil von Ruffoichthys spinosus aus Monte Bolca

## Fossile Überlieferung
Neben der einzigen rezenten Gattung Siganus umfasst die Familie noch einige ausgestorbene Gattungen, die nur von Fossilien bekannt sind und meist aus der norditalienischen Fossillagerstätte Monte Bolca oder dem nördlichen Kaukasus stammen. Die ausgestorbenen Gattungen sind Acanthopygaeus, Caucasiganus und Lagosiganus, sowie Eosiganus, Protosiganus, Ruffoichthys und Siganopygaeus.